# Тарасков Дмитро Фролович
Тараско́в Дмитро́ Фроло́вич (*20 серпня 1915, місто Горлівка — †20 січня 1981, місто Черкаси) — учасник Другої світової війни, механік-водій самохідно-артилерійської установки 1817-го полку 52-ї армії 2-го Українського фронту, старшина, Герой Радянського Союзу.
Народився Дмитро Фролович в селищі Горлівка, нині місто в Донецькій області, у родині робітників шахтарів. Член КПРС з 1954 року. Закінчив 7 класів, а потім школу автотехніків в місті Донецьку. Працював шахтарем.
В армії з 1938 року. До війни був старшим механіком-водієм танка Т-34. В Другій світовій війні з червня 1941 року. В 1943 році став механіком-водієм самохідно-артилерійської установки, був двічі поранений.
У ніч на 17 листопада 1943 року в складі розрахунку раптово для супротивника увірвався в село Геронимівка Черкаського району і завдав ворогу значної поразки в живій силі та техніці. 20 листопада разом із десантом автоматників серед перших у полку досягнув залізничної станції Черкаси, а потім і центра міста.
Указом президії Верховної Ради СРСР від 22 лютого 1944 року за зразкове виконання бойового завдання командування в боротьбі з німецько-фашистськими загарбниками та проявлення при цьому мужності й героїзму, старшині Тараскову Дмитру Фроловичу було присвоєне звання Героя Радянського Союзу з врученням ордена Леніна та медалі «Золота Зірка» (№ 8156).
В 1945 році Тарасков був демобілізований з армії. В 1948 році переїхав жити на Сумщину. Працював головним механіком цеху заводу «Червоний металіст» в місті Конотоп. За добросовісне відношення до своїх обов'язків та активну участь в громадській роботі дирекція підприємства неодноразово нагороджувала його преміями та цінними подарунками.
В 1960 році закінчив Тульский гірничий технікум. Останні роки жив в Черкасах, де працював в ПТУ № 20. Помер 20 січня 1981 року.